# Physiculus nigripinnis
Physiculus nigripinnis är en fiskart som beskrevs av Okamura 1982. Physiculus nigripinnis ingår i släktet Physiculus och familjen Moridae. Inga underarter finns listade i Catalogue of Life.